# زال قلي كندي (قشلاق الجنوبي)
زال قلي کندي (بالفارسية: زال قلی کندی) هي منطقة سكنية تقع في إيران في أردبيل. يقدر عدد سكانها بـ 88 نسمة .